# Peerage van Groot-Brittannië
Deze lijst bevat de peerage van Groot-Brittannië die werden aangesteld door de koningen en koninginnen van Groot-Brittannië tussen 1707 en 1800.

## Hertogen
1. De Hertog van Manchester 

Heraldische representatie van een Britse Hertogenkroon.

  - Alexander Montagu, 13de Hertog van Manchester
2. De Hertog van Northumberland 
  - Ralph Percy, 12de Hertog van Northumberland

## Markiezen
1. De Markies van Lansdowne   

Heraldische representatie van een Britse Markiezenkroon.

  - Charles Petty-FitzMaurice, 9de Markies van Lansdowne
2. De Markies van Townshend  
  - Charles Townshend, 8ste Markies van Townshend
3. De Markies van Salisbury   
  - Robert Gascoyne-Cecil, 7de Markies van Salisbury
4. De Markies van Bath  
  - Alexander Thynn, 7de Markies van Bath
5. De Markies van Hertford   
  - Henry Seymour, 9de Markies van Hertford
6. De Markies van Bute  
  - John Crichton-Stuart, 7de Markies van Bute

## Graven
1. De Graaf van Ferrers

Heraldische voorstelling van een Britse Gravenkroon

  - Robert Shirley, 14de Graaf van Ferrers
2. De Graaf van Dartmouth 
  - William Legge, 10de Graaf van Dartmouth
3. De Graaf van Tankerville 
  - Peter Bennet, 10de Graaf van Tankerville
4. De Graaf van Aylesford 
  - Charles Finch-Knightley, 12de Graaf van Aylesford
5. De Graaf van Macclesfield 
  - Richard Parker, 9de Graaf van Macclesfield
6. De Graaf van Waldegrave 
  - James Waldegrave, 13de Graaf van Waldegrave
7. De Graaf van Harrington 
  - Charles Stanhope, 12de Graaf van Harrington
8. De Graaf van Portsmouth 
  - Quentin Wallop, 10de Graaf van Portsmouth
9. De Graaf van Warwick 
  - Guy Greville, 9de Graaf van Warwick
10. De Graaf van Buckinghamshire 
  - George Hobart-Hampden, 10de Graaf van Buckinghamshire
11. De Graaf van Guilford 
  - Piers North, 10de Graaf van Guilford
12. De Graaf van Hardwicke 
  - Joseph Yorke, 10de Graaf van Hardwicke
13. De Graaf van Ilchester  
  - Robin Fox-Strangways, 10de Graaf van Ilchester
14. De Graaf van De La Warr 
  - William Sackville, 11de Graaf van De La Warr
15. De Graaf van Radnor 
  - William Pleydell-Bouverie, 9de Graaf van Radnor
16. De Graaf van Spencer 
  - Charles Spencer, 9de Graaf van Spencer
17. De Graaf van Bathurst 
  - Allen Bathhurst, 9de Graaf van Bathurst
18. De Graaf van Clarendon 
  - George Villiers, 8ste Graaf van Clarendon
19. De Graaf van Mansfield 
  - William Murray, 8ste Graaf van Mansfield
20. De Graaf van Mount Edgcumbe
  - Robert Edgcumbe, 8ste Graaf van Mount Edgcumbe
21. De Graaf van Fortescue
  - Charles Fortescue, 8ste Graaf van Fortescue
22. De Graaf van Carnarvon 
  - George Herbert, 8ste Graaf van Carnarvon
23. De Graaf van Cadogan
  - Charles Gerald John Cadogan, 8ste Graaf van Cadogan
24. De Graaf van Malmesbury
  - James Harris, 7de Graaf van Malmesbury

## Burggraven

Heraldische voorstelling van een Britse Burggravenkroon

1. De Burggraaf van Bolingbroke en St John
  - Nicholas St John, 9de Burggraaf van Bolingbroke en St John
2. De Burggraaf van Cobham 
  - Christopher Charles Lyttelton, 12de Burggraaf van Cobham
3. De Burggraaf van Falmouth 
  - George Boscawen, 9de Burggraaf van Falmouth
4. De Burggraaf van Torrington 
  - Timothy Byng, 11de Burggraaf van Torrington
5. De Burggraaf van Hood 
  - Henry Hood, 8ste Burggraaf van Hood

## Baronnen
1. De baron van Middleton 
  - Michael Charles James Willoughby, 13de baron van Middleton
2. De baron van Walpole 
  - Robert Walpole, 10de baron van Walpole
3. De baron van Monson 
  - Nicholas Monson, 12de baron van Monson
4. De baron van Boston 
  - George Boteler Irby, 11de baron van Boston
5. De baron van Vernon 
  - Anthony Vernon-Harcourt, 11de baron van Vernon
6. De baron van Digby 
  - Edward Digby, 12de baron van Digby
7. De baron van Hawke 
  - William Hawke, 12de baron van Hawke
8. De baron van Brownlow 
  - Edward Cust, 7de baron van Brownlow
9. De baron van Foley 
  - Thomas Foley, 9de baron van Foley
10. De baron van Dynevor 
  - Hugo Rhys, 10de baron van Dynevor
11. De baron van Walsingham 
  - John de Grey, 9de baron van Walsingham
12. De baron van Bagot 
  - Charles Bagot, 10de baron van Bagot
13. De baron van Southampton 
  - Charles FitzRoy, 6de baron van Southampton
14. De baron van Grantley 
  - Richard Norton, 8ste baron van Grantley
15. De baron van Rodney 
  - Johnny Rodney, 11de baron van Rodney
16. De baron van Somers 
  - Philip Somers-Cocks, 9de baron van Somers
17. De baron van Suffield 
  - Charles Harbord-Hamond, 12de baron van Suffield
18. De baron van Kenyon 
  - Lloyd Tyrell-Kenyon, 6de baron van Kenyon
19. De baron van Braybrooke 
  - Robin Neville, 10de baron van Braybrooke
20. De baron van Thurlow 
  - Roualeyn Robert Hovell-Thurlow-Cumming-Bruce, 9de baron van Thurlow
21. De baron van Auckland 
  - Robert Eden, 10de baron van Auckland
22. De baron van Carrington 
  - Peter Carington, 6de baron van Carrington
23. De baron van Bolton 
  - Harry Orde-Powlett, 8ste baron van Bolton
24. De baron van Lilford 
  - Mark Powys, 8ste baron van Lilford